# Guzowatość korzeni

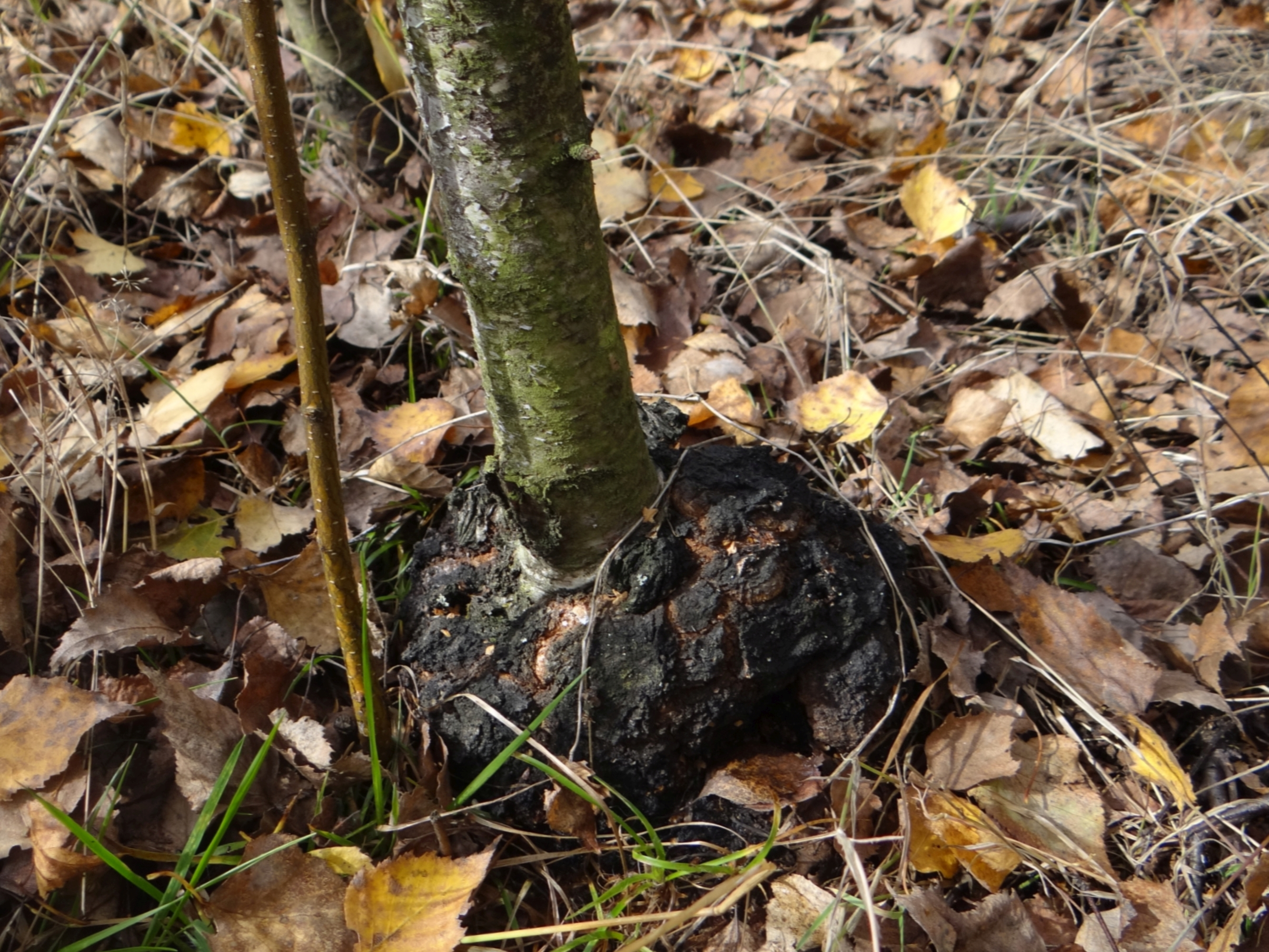
Guzowatość korzeni drzewa

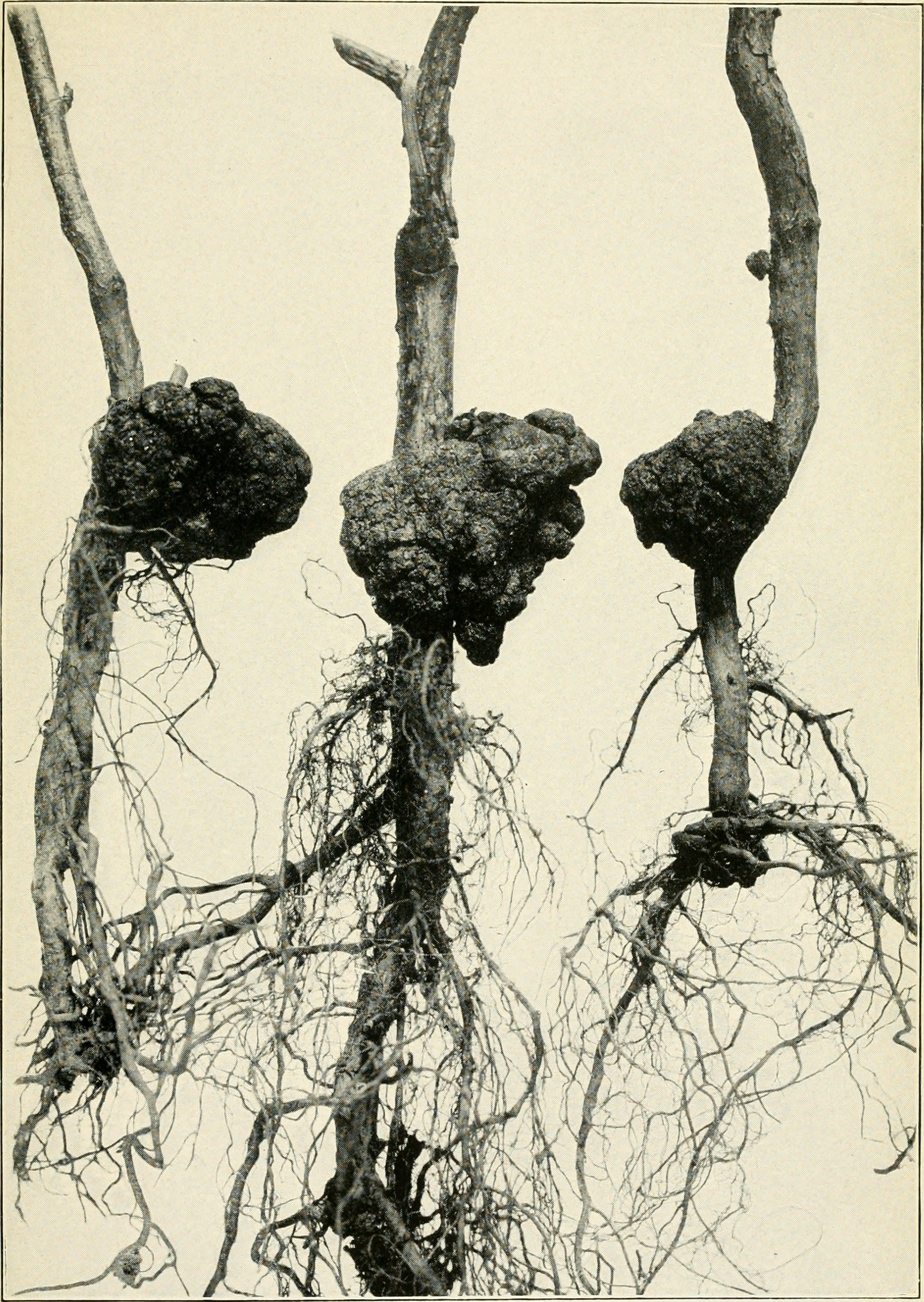
Guzowatość korzeni maliny

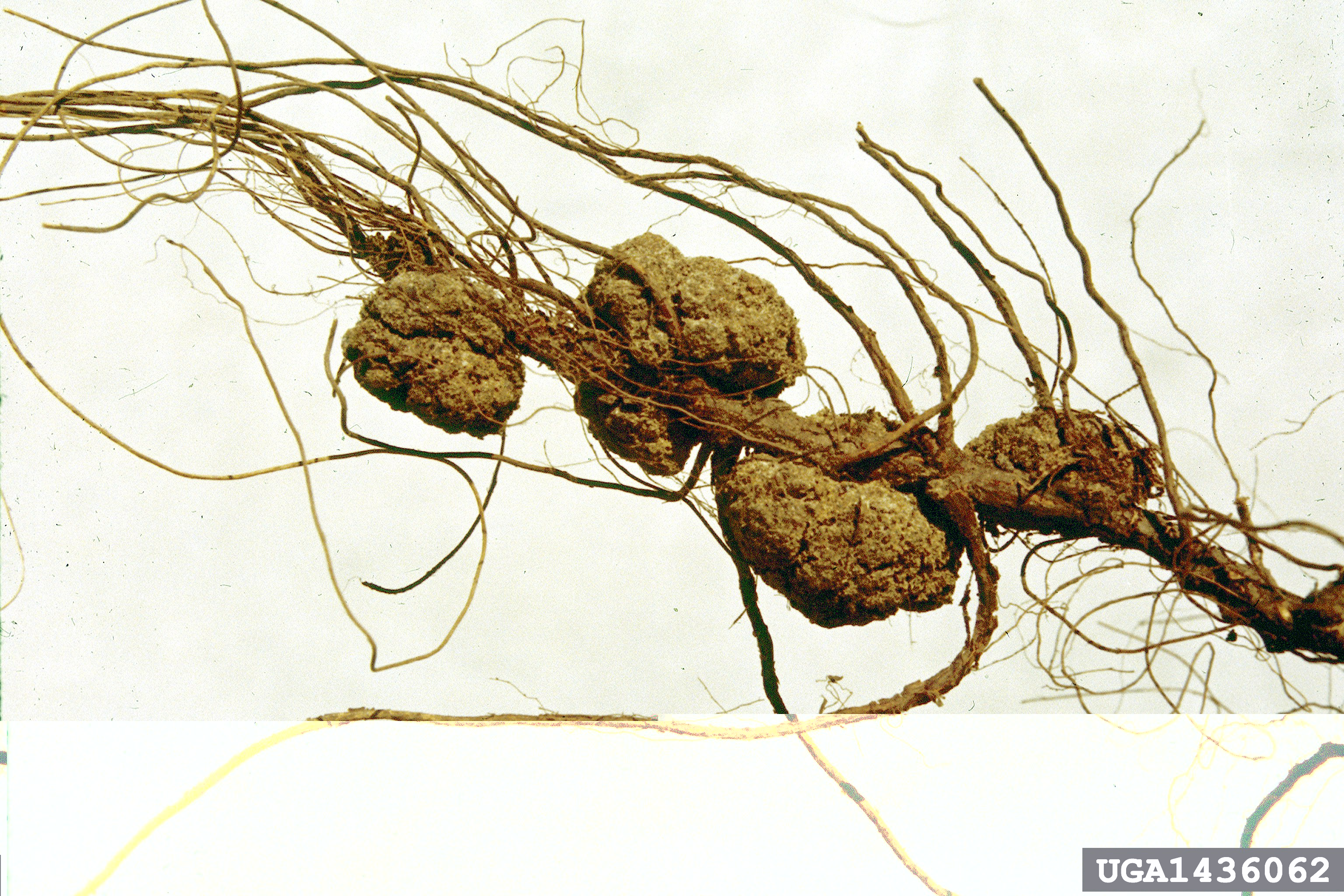
Guzy na korzeniach orzesznika – pekana (Carya illinoinensis)

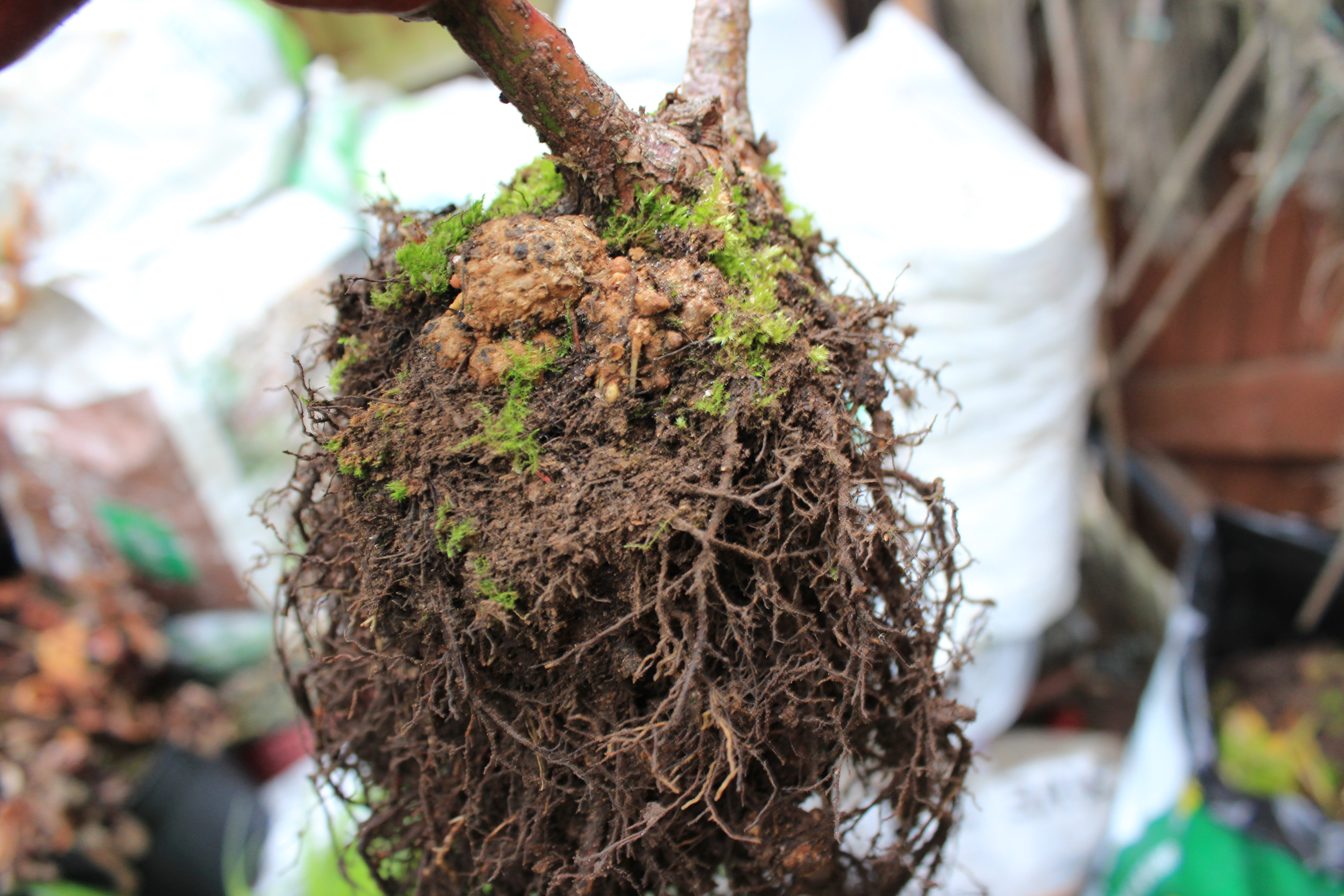
Guzowatość korzeni róży

Guzowatość korzeni – choroba roślin spowodowana przez bakterie z rodziny Rhizobiaceae. Główną rolę przypisuje się bakterii Agrobacterium tumefaciens. Ta proteobakteria jest bakterią Gram-ujemną. Powodowana przez nią choroba ma duże znaczenie gospodarcze dla ponad 150 gatunków roślin z rzędu dwuliściennych (Dicotyledones). Najczęściej porażane przez nią gatunki to winorośl (Vitis), jabłoń (Malus), grusza (Pyrus), śliwa, wiśnia, czereśnia (Prunus), oraz inne należące do rodziny różowatych (Rosaceae), bądź orzechowatych (Juglandaceae), takich jak orzesznik (Carya) i orzech (Juglans).

## Charakterystyka choroby
Do infekcji roślin dochodzi tylko poprzez uszkodzenia korzeni powstałe podczas sadzenia roślin czy prac uprawowych, bądź podczas wzrostu korzeni (uszkodzenia spowodowane przeciskaniem się korzeni pomiędzy składnikami gleby). Bakteria nie wnika do korzeni, lecz wbudowuje do komórek roślinnych fragment DNA znajdujący się w plazmidzie Ti (ang. Tumor inducing), który jest odpowiedzialny za produkcję hormonów wzrostowych – auksyn i cytokinin. Te generują niekontrolowany podział komórek i szybki wzrost guza. Szybkość wzrostu zrakowaciałej tkanki zależy od aktywności miazgi; największa jest najczęściej w okresie wiosennym. Narośla, rozwijając się na korzeniach i szyjce korzeniowej, hamują przewodzenie wody i składników pokarmowych, co ma wpływ na wzrost rośliny. Roślina z guzami na systemie korzeniowym traci energię na budowę guza, którego wielkość może w skrajnych przypadkach osiągać ciężar kilku kilogramów.
Guzy młode mają najczęściej kształt kulisty, są gładkie i miękkie, a zabarwienie ich jest jasnokremowe.
W miarę starzenia się, guzy drewnieją, zmienia się ich kształt, powierzchnia staje się chropowata i w wyniku zamierania zewnętrznych komórek przybiera barwę ciemnobrunatną lub czarną. Narośle na systemie korzeniowym nie są trwałe i zwykle po 2–3 latach rozpadają się, zakażając glebę.

## Zapobieganie
- Uprawy roślin porażanych przez Agrobacterium tumefaciens powinna być prowadzona na polach wolnych od tej bakterii.
- W wypadku stwierdzenia obecności w glebie bakterii nie powinno się uprawiać roślin wrażliwych przez okres 5 – 6 lat.
- Nie powinno się uprawiać roślin wrażliwych na polach o wysokim odczynie gleby, podmokłych, a w wypadku stwierdzenia obecności bakterii zalecane jest zakwaszanie gleb poprzez stosowanie nawozów fizjologicznie kwaśnych,
- Należy unikać uszkadzania korzeni roślin podczas zabiegów pielęgnacyjnych,
- Po stwierdzeniu guzów na wykopanym materiale szkółkarskim należy niszczyć rośliny z guzami na korzeniu głównym, na korzeniach bocznych wyciąć korzenie z guzami, a resztę systemu korzeniowego zanurzyć w glinie z dodatkiem fungicydów miedziowych.
- Należy sadzić zdrowy materiał szkółkarski, pochodzący ze szkółek kwalifikowanych przez Państwową Inspekcję Ochrony Roślin i Nasiennictwa.

## Zwalczanie
Chemiczne
Dotychczasowe sposoby zwalczania bakterii zgodne z zaleceniami Unii Europejskiej przestano stosować ze względu na dużą szkodliwość dla środowiska. Polegały one na fumigacji gleby za pomocą bromku metylu i chloropikryny. Efekt uzależniony był od temperatury i wilgotności gleby i często jego skuteczność sięgała 70%.
Biologiczne
Jedynym obecnie preparatem przeciwko guzowatości jest Polagrocyna PC. Substancją aktywną preparatu jest szczep bakterii Agrobacterium radiobacter, gatunku antagonistycznego do A. tumefaciens. Nie zwalcza ona wprawdzie choroby, ale w skuteczny sposób zapobiega jej rozwojowi. Stosowanie preparatu polega na moczeniu roślin przez okres co najmniej 5 minut w roztworze zawierającymi bakterie. Tak przygotowanych roślin nie wolno już przycinać, lecz należy je jak najszybciej wysadzić na miejsce stałe.